# Jaskinia przy Matce Boskiej
Jaskinia przy Matce Boskiej, Schronisko przy jaskini nad Matką Boską (Doktora Meyera) – jaskinia w Dolinie Mnikowskiej we wsi Mników, w województwie małopolskim, w powiecie krakowskim, w gminie Liszki. Pod względem geograficznym znajduje się na Garbie Tenczyńskim na południowym skraju Wyżyny Krakowsko- Częstochowskiej.

## Opis obiektu
Znajduje się w orograficznie prawych zboczach Doliny Mnikowskiej, po lewej stronie (patrząc od dołu) namalowanego na skale obrazu Matki Bożej Skalskiej. Główny, północno-zachodni otwór jaskini znajduje się na wysokości 2,5 m nad podstawą skały i 32 m nad dnem doliny. Ma owalny kształt i wysokość 2,5 m. Za otworem w głąb skały biegnie kręty i coraz niższy korytarz. W odległości 5 m od otworu znajduje się w nim ciasny przełaz, a za nim 10-metrowy korytarz na szczelinie skalnej. Mniej więcej w połowie jego długości odgałęzia się obszerny tunel kończący się niewielkim otworem na wschodniej ścianie skały
Jaskinia powstała w wapieniach z jury późnej. Znajdują się w niej kotły wirowe, skonsolidowane mleko wapienne i zwietrzałe polewy naciekowe. Namulisko składa się z gruzu wapiennego zmieszanego z gliną. W jaskini występuje przewiew. Przy otworach jest sucha i widna, w głębi wilgotna i ciemna. W 1981 r. Sanocka-Wołoszynowa stwierdziła występowanie kilku gatunków pająków: Amaurobius fenestralis, Tegenaria silvestris, Lepthyphantes leprosus, Nesticus cellulanus, Leiobunum rupestre.

## Historia poznania
Jaskinię w 1882 r. wzmiankował Gotfryd Ossowski, który przebadał jej namulisko. W 1951 r. jej plan podał Kazimierz Kowalski, ale obejmował on tylko zachodnią część jaskini. Plan całej jaskini opracował M. Czepiel w 1976. W 1982 r. E.Sanocka-Wołoszynowa badała florę pajęczaków w jaskini.
Jaskinia znajduje się w rezerwacie przyrody i nie jest dostępna turystycznie.

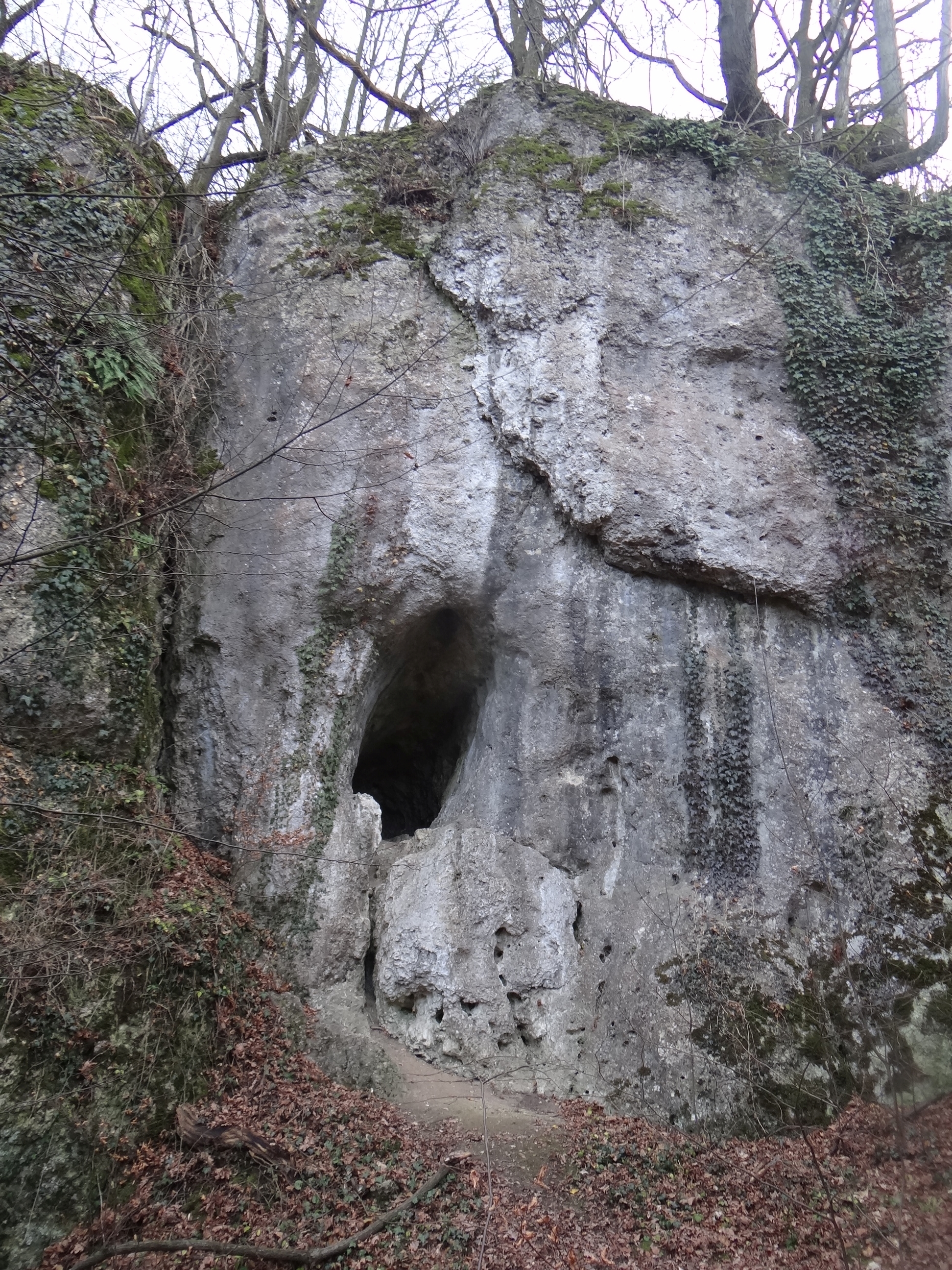
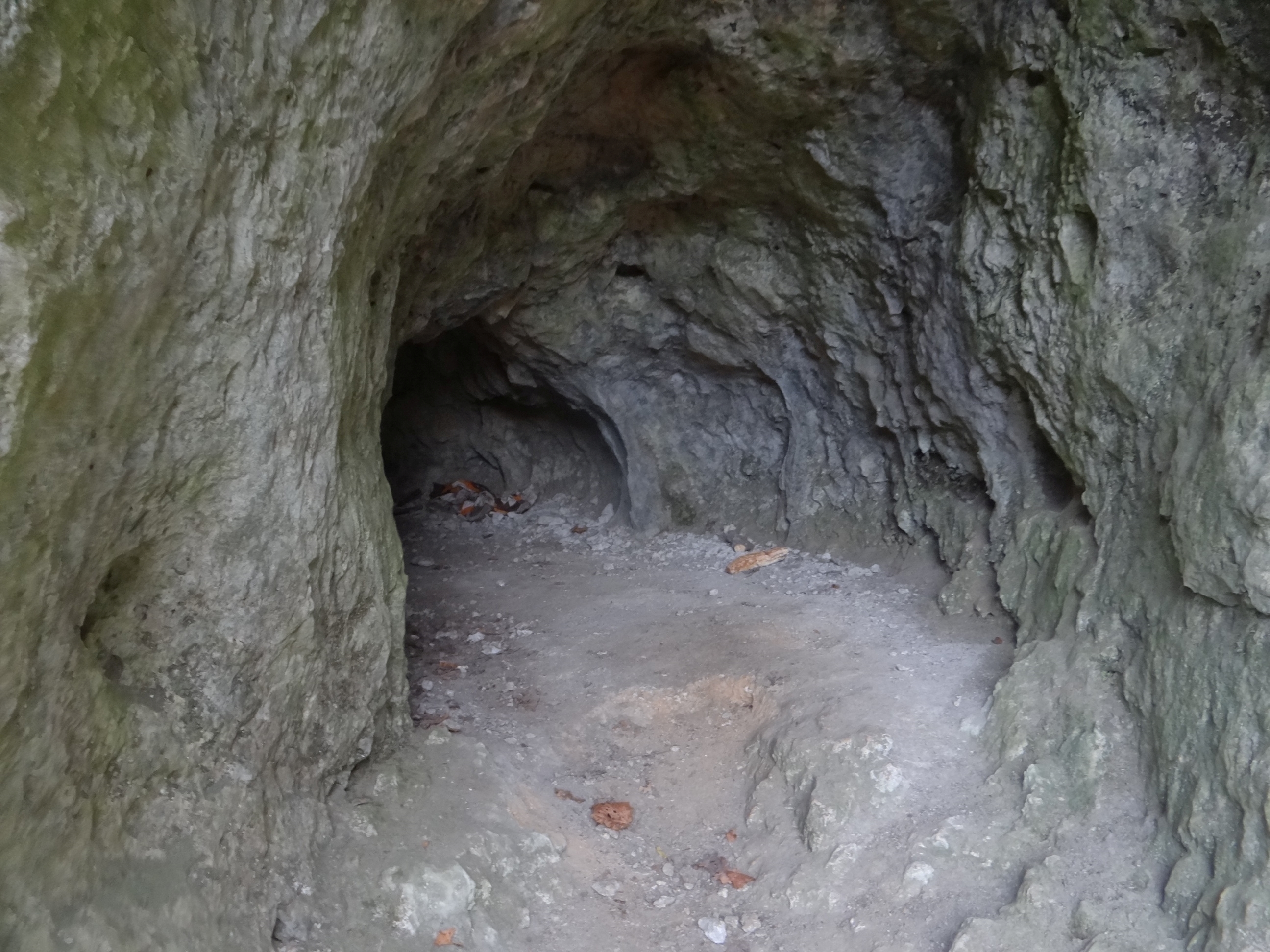
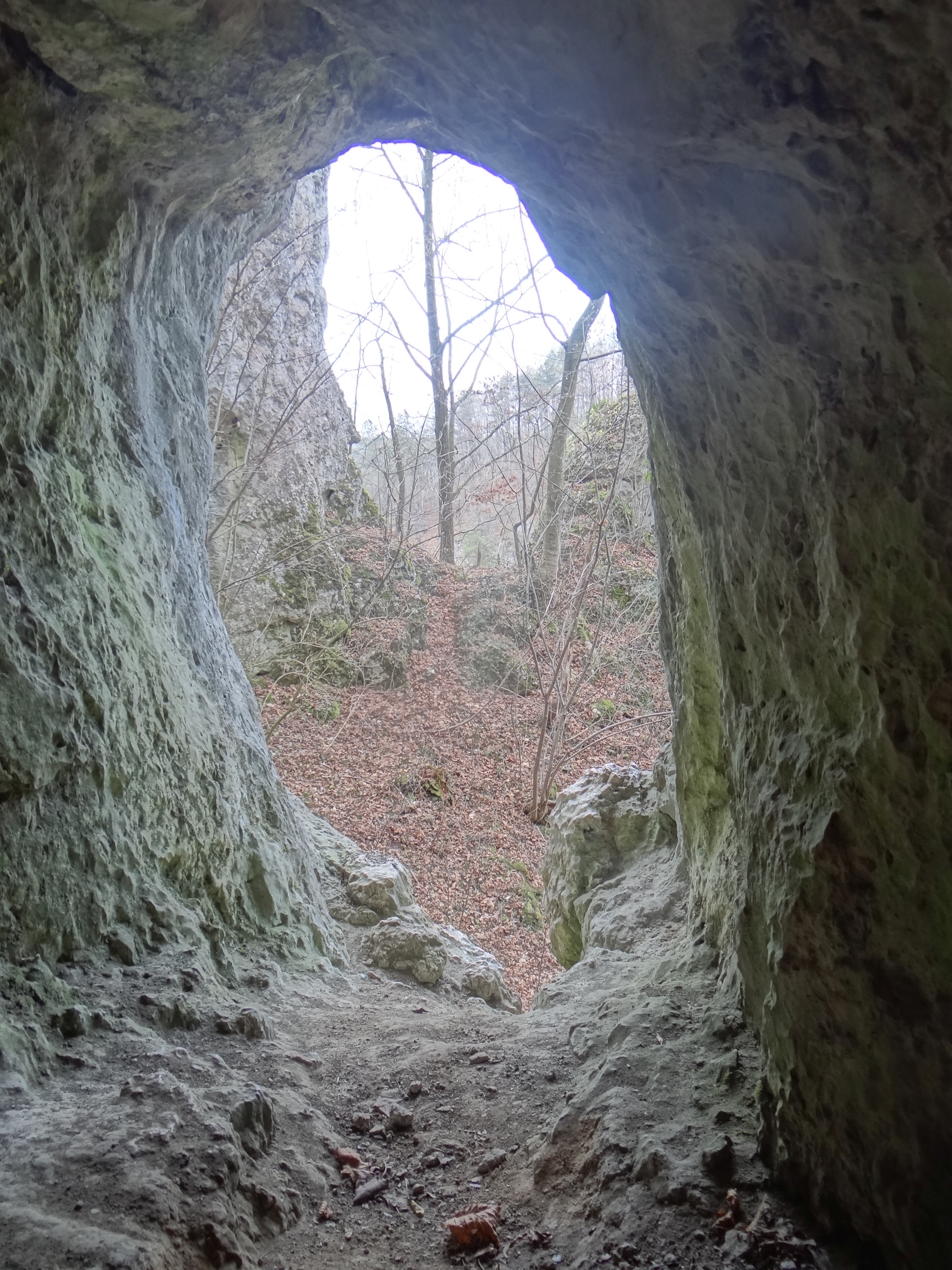